# Angey
Angey är en kommun i departementet Manche i regionen Normandie i norra Frankrike. Kommunen ligger i kantonen Sartilly som tillhör arrondissementet Avranches. År 2018 hade Angey 287 invånare.

## Befolkningsutveckling
Antalet invånare i kommunen Angey
| Referens: INSEE |